# Louise Grinberg
Pour les articles homonymes, voir Grinberg.
Louise Grinberg, née le 7 juillet 1993 à Paris, est une actrice française.

## Biographie

### Famille
Louise Grinberg est issue d'une famille active dans le secteur du spectacle. Ses parents travaillent dans le milieu du théâtre.
Son arrière-arrière-grand-père, Maxim Vinaver (1863-1926), a joué un rôle éminent en tant qu'avocat et dirigeant du parti libéral des cadets en Russie. En 1919, il fuit la révolution bolchevique et se réfugie à Paris avec sa femme Rosa (1872-1951) et ses trois enfants : la future radiologue Valentine Kremer (1896-1983), le futur spécialiste de littérature médiévale Eugène Vinaver (1899-1979) qui émigre en Angleterre à la fin des années 1920, et la future avocate Sophie Vinaver (1904-1964).
Son grand-oncle, le dramaturge Michel Vinaver, fut le PDG de Gillette.
Elle est également la nièce de l'actrice Anouk Grinberg.

### Carrière
Elle fait ses débuts au cinéma en 2008 dans le film Entre les murs de Laurent Cantet (Palme d'Or à Cannes), où elle joue une collégienne. Cette expérience la décide à devenir actrice. Elle obtient en 2011 le premier rôle du film 17 filles. L'année suivante, elle interprète la fille de Denis Ménochet dans la comédie romantique Je me suis fait tout petit.
En 2014, elle participe à la comédie déjantée À toute épreuve, aux côtés de Thomas Solivérès et Samy Seghir.

## Filmographie
- 2008 : Entre les murs de Laurent Cantet : Louise, délégué de classe, première de la classe
- 2011 : 17 Filles de Delphine Coulin et Muriel Coulin : Camille
- 2012 : Je me suis fait tout petit de Cécilia Rouaud : Elise
- 2012 : Destinée de Luca Guadagnino (court métrage)
- 2013 : Vitalic: Fade Away de Romain Chassaing (court métrage)
- 2014 : À toute épreuve de Antoine Blossier : Ophélie Lefoll
- 2014 : Respire de Mélanie Laurent : Louise
- 2016 : Fais pas ci, fais pas ça (saison 8, épisode 5)
- 2016 : Tour de France de Rachid Djaïdani : Maude
- 2017 : Besoin Dead de Aurélien Digard (court métrage)
- 2018 : La Prière de Cédric Kahn : Sybille
- 2019 : Face à la nuit de Wi-ding Ho : Ara
- 2020 : Autotune de Tania Gotesman : Alma (court métrage)

## Théâtre
- 2020 : À l’abordage !, d'après Le Triomphe de l'amour de Marivaux, mise en scène Clément Poirée, théâtre de la Tempête